# Pimpinella camptotricha
Pimpinella camptotricha är en flockblommig växtart som beskrevs av Albert Julius Otto Albertus Giulio Ottone Penzig. Pimpinella camptotricha ingår i släktet bockrötter, och familjen flockblommiga växter. Inga underarter finns listade i Catalogue of Life.